# Recital (álbum)
Recital é um álbum ao vivo do cantor Jorge Camargo, lançado em outubro de 2018.
O projeto foi gravado ao vivo sob produção musical de Ogair Junior. O repertório é predominantemente autoral, com a regravação da canção "Eu Acordarei o Sol" (gravada pelo Resgate no álbum No Seu Quintal), a regravação de "Sobre o Tempo", da banda Crombie e composições de Paulo Nazareth e Gladir Cabral.
| Críticas profissionais | Críticas profissionais |
| Avaliações da crítica  | Avaliações da crítica  |
| Fonte                  | Avaliação              |
| ---------------------- | ---------------------- |
| Super Gospel           | [ 2 ]                  |

## Faixas
1. "Eu Acordarei o Sol"
2. "Meu Canto"
3. "Canção da Espera"
4. "Sobre o Tempo"
5. "Dia Claro"
6. "O Coração"
7. "Imersão"
8. "A Poesia e a Pedra"
9. "The Rhythm of Samba"
10. "Tem Hora"
11. "Paz Audaz"